# Voetbalkampioenschap van Elbe-Elster 1925/26
In 1925/26 werd het zesde voetbalkampioenschap van Elbe-Elster gespeeld, dat georganiseerd werd door de Midden-Duitse voetbalbond. 
VfB Hohenleipisch werd kampioen en plaatste zich voor de Midden-Duitse eindronde. De club verloor meteen van Riesaer SV 03.
De Torgauer Sportfreunde plaatsten zich voor de eindronde voor vicekampioenen, waar de winnaar nog kans maakte op de nationale eindronde. De club verloor meteen met 0:11 van VfB Preußen Greppin 1911. 

## Gauliga

### Groep Elbe
| Plaats | Club                        | Wed. | W | G | V | Saldo | Ptn. |
| ------ | --------------------------- | ---- | - | - | - | ----- | ---- |
| 1.     | FC Sportfreunde 1910 Torgau | 8    | 6 | 1 | 1 | 33:10 | 13:3 |
| 2.     | SV Vorwärts Falkenberg      | 8    | 6 | 1 | 1 | 30:16 | 13:3 |
| 3.     | VfB 1907 Herzberg           | 8    | 4 | 0 | 4 | 9:10  | 8:8  |
| 4.     | BC Dommitzsch               | 8    | 3 | 0 | 5 | 8:19  | 6:10 |
| 5.     | FC Annaburg                 | 8    | 0 | 0 | 8 | 7:32  | 0:16 |

|  | Finale titel                                   |
|  | Play-off voor finale                           |
|  | Play-off tweede ticket Midden-Duitse eindronde |
|  | Degradatie play-off                            |

Play-off
|  |                     |       |                        |  |
|  | Sportfreunde Torgau | 2 – 1 | SV Vorwärts Falkenberg |  |
|  |                     |       |                        |  |

### Groep Elster
| Plaats | Club                   | Wed. | W | G | V | Saldo | Ptn. |
| ------ | ---------------------- | ---- | - | - | - | ----- | ---- |
| 1.     | VfB Hohenleipisch 1912 | 8    | 6 | 0 | 2 | 45:15 | 12:6 |
| 2.     | Eintracht Bockwitz     | 8    | 5 | 1 | 2 | 17:20 | 11:5 |
| 3.     | SC Preußen 1909 Biehla | 8    | 5 | 0 | 3 | 17:19 | 10:6 |
| 4.     | FC Fortuna Mückenberg  | 8    | 2 | 0 | 6 | 20:23 | 4:12 |
| 5.     | SV 08 Bockwitz         | 8    | 1 | 1 | 6 | 9:31  | 3:13 |

### Finale
Heen
|  |                        |       |                     |  |
|  | VfB Hohenleipisch 1912 | 2 – 2 | Sportfreunde Torgau |  |
|  |                        |       |                     |  |

Terug
|  |                     |       |                        |  |
|  | Sportfreunde Torgau | 0 – 3 | VfB Hohenleipisch 1912 |  |
|  |                     |       |                        |  |

De verliezer speelt nog een play-off voor het tweede eindrondeticket

### Wedstrijd om ticket eindronde
|  |                     |              |                    |  |
|  | Sportfreunde Torgau | 4 – 3 (n.v.) | Eintracht Bockwitz |  |
|  |                     |              |                    |  |

### Degradatie play-off
|  |             |       |                |  |
|  | FC Annaburg | 1 - 2 | SV 08 Bockwitz |  |
|  |             |       |                |  |